# Norbert Stasche
Norbert Stasche (* 17. Oktober 1953 in Bernburg (Saale)) ist ein deutscher Mediziner und war von 1994 bis 2021 als Chefarzt der Hals-Nasen-Ohrenklinik am Westpfalz-Klinikum in Kaiserslautern tätig gewesen.

Norbert Stasche in 2012

## Leben
Stasche absolvierte nach seinem Medizinstudium an der Universität Rostock von 1980 bis 1984 seine Facharztausbildung im Bezirkskrankenhaus in Brandenburg an der Havel unter Hans-Peter Jung, wo er 1985 eine Stelle als 1. Oberarzt antrat. 1990 wurde er Oberarzt an der HNO-Klinik des Klinikums der Universitätsstadt Kaiserslautern (Chefarzt Karl Hörmann). 1994 trat Stasche die Nachfolge von Hörmann als Chefarzt der HNO-Klinik des Westpfalz-Klinikums Kaiserslautern an. Von 2000 bis 2006 war er Schriftführer der Vereinigung der HNO-Chefärzte. Unter seiner wissenschaftlichen Leitung fand 2007 in Kaiserslautern die 91. Jahrestagung der Vereinigung Südwestdeutscher Hals-Nasen-Ohrenärzte gemeinsam mit dem 13ème Rencontre Régional d’ORL SAAR-LOR-LUX statt.
Stasche war von 2004 bis 2013 Mitglied im Präsidium der Deutschen Gesellschaft für Hals-Nasen-Ohren-Heilkunde, Kopf- und Hals-Chirurgie. In dieser Zeit war er deren Schatzmeister und 2011/12 deren Präsident. Er richtete 2012 die 83. Jahresversammlung der Gesellschaft in Mainz aus und gründete dort zusammen mit dem Präsidenten der Chinesischen HNO-Gesellschaft Han Demin, Beijing/CN, die Chinesisch-Deutsche Gesellschaft für Otorhinolaryngologie, Kopf- und Halschirurgie, deren deutscher Präsident er ist. Seit 2017 ist Stasche Visiting Professor am Peking Union Medical College Beijing/CN, im gleichen Jahr wurde ihm der „Outstanding Contribution Award for International Academic Exchange“ auf der 15. Nationalen Akademischen Konferenz der Chinesischen Gesellschaft für Hals-Nasen-Ohren-Chirurgie der Chinesischen Ärztekammer in Xiamen/CN verliehen. Ebenso 2017 erhielt er die Verdienstmedaille der Deutschen Gesellschaft für Hals-Nasen-Ohren-Heilkunde, Kopf- und Hals-Chirurgie. Seit 2019 ist er zudem Visiting Professor am Affiliated Hospital of Southwest Medical University Luzhou/CN.
Unter Stasche erfolgte am Westpfalz-Klinikum die Einrichtung eines interdisziplinären Kopf-Hals-Tumorzentrums sowie die erfolgreiche Etablierung eines Cochlea-Implantat-Programms. Mit der Technischen Universität Kaiserslautern besteht eine intensive wissenschaftliche Zusammenarbeit. Stasche besitzt Zusatzbezeichnungen im Bereich der speziellen HNO-Chirurgie, plastischen Chirurgie, Schlafmedizin, medikamentösen Tumortherapie sowie in der Geriatrie.

## Forschung
Stasche forschte insbesondere im Bereich der Otologie mit Schwerpunkten in der Gleichgewichtsdiagnostik und Laserdopplervibrometrischen Analyse von Trommelfellschwingungen. Er promovierte 1984 an der Universität Rostock zum Thema Untersuchungen zur thermischen Labyrinthreaktion, 1996 erfolgte die Habilitation mit dem Thema Untersuchungen zur Mittelohrmechanik – Laserdopplervibrometrische Schwingungsanalyse des menschlichen Trommelfells. Seit 2006 ist Stasche außerplanmäßiger Professor an der Ruprecht-Karls-Universität in Heidelberg. Seine wissenschaftlichen Schwerpunkte liegen darüber hinaus in der HNO-Endoskopie, der transoralen Laser-Mikrochirurgie und klinischen Aspekten schlafbezogener Atmungsstörungen. Er hat zu diesen Themen Dissertationen betreut und zahlreiche wissenschaftliche Arbeiten publiziert. Darüber hinaus wirkte er an mehreren Büchern mit.

## Werke
- Untersuchungen zur thermischen Labyrinthreaktion. Universität Rostock, Dissertation, Rostock 1985, DNB 850805945, OCLC 720987082 (Dissertation).
- Experimentelle Untersuchungen zur Mittelohrmechanik: Laser-Doppler-Vibrometrische Schwingungsanalyse des Trommelfells. Ruprecht-Karls-Universität Heidelberg, 1996, OCLC 312899574 (Habilitationsschrift).